# Corozal
Corozal – miasto w Belize, stolica administracyjna dystryktu Corozal. W 2000 roku miasto zamieszkiwało 7888 osób. Według przypuszczeń w 2013 roku populacja miasta wzrosła do 11 tys. osób.